# Dominique Vellard
Dominique Vellard, né en 1953, est un interprète de musique ancienne, directeur de l’Ensemble Gilles Binchois depuis 1979, spécialisé dans l'interprétation de la musique médiévale et des débuts de la Renaissance.

## Biographie
La passion de Dominique Vellard pour la musique allant du chant grégorien au XVIIe siècle s'est développée dès son enfance, d'abord avec les petits chanteurs de Buc dirigé par son père Paul Vellard dans les années 1965/1968, puis au sein de la Maîtrise de Notre-Dame de Versailles. Depuis une quinzaine d'années, il a développé un grand intérêt pour d'autres répertoires grâce à la rencontre de musiciens de tradition indienne, comme marocaine, iranienne, espagnole ou bretonne.
Comme compositeur il puise dans son expérience et son intérêt pour les monodies et les polyphonies de l'Occident comme des traditions plus lointaines. Il est professeur à la Schola Cantorum de Bâle depuis 1982 et assure la direction artistique des « Rencontres internationales de musique médiévale du Thoronet » depuis leur création en 1991.
Dominique Vellard a plus de 50 enregistrements à son actif, dont une quarantaine à la tête de l’Ensemble Gilles Binchois.

## Décorations
- Chevalier de la Légion d'honneur (2017)[5]